# Sentech Tower
Der Sentech Tower, früher Brixton Tower, auch Albert Hertzog Tower genannt, ist ein 234 Meter hoher Fernsehturm in Stahlbetonbauweise in Johannesburg, Südafrika. Der Turm steht am Rande der Innenstadt auf einer freien Anhöhe und gehört zum Vorort Brixton.
Im Jahre 2001 erwarb die aus der South African Broadcasting Corporation (staatlicher Rundfunk Südafrikas) ausgelagerte Rundfunk- und IT-Betreiber-Firma Sentech die Namensrechte an dem Turm, was zur aktuellen Namensgebung führte.
Der Sentech Tower wurde in den Jahren 1958 bis 1962 erbaut und wirkt wie ein Nachbau des Stuttgarter Fernsehturms (fertiggestellt 1956), dessen Turmkörbe fast gleich aufgebaut sind. Der Sentech Tower verfügt allerdings über einen dreigeschossigen Turmkorb mit Aussichtsplattform, während das Stuttgarter Exemplar vier Ebenen und eine zweistufige Aussichtsplattform aufweist. Die außergewöhnliche Ähnlichkeit der Turmkörbe ist allerdings nur noch schwer zu erkennen, da der Sentech-Namenszug den Turmcharakter stark verändert.
Seit 1982 ist die Aussichtsplattform des Sentech Towers aus Sicherheitsgründen für den Publikumsverkehr geschlossen. Man befürchtete, dass die Plattform Ausgangspunkt für politisch motivierte Anschläge etwa des Umkhonto we Sizwe werden könnte.
In Johannesburg gibt es noch einen zweiten Fernsehturm, den Telkom Joburg Tower, der ebenfalls nicht für die Öffentlichkeit zugänglich ist.
Johannesburg gilt heute als eine der Städte mit der höchsten Kriminalitätsrate weltweit. Auch wenn keine politisch motivierten Anschläge zu erwarten sind, haben die Stadtväter bislang von einer Wiedereröffnung der beiden Türme Abstand genommen.